# Теймар (река, Великобритания)
Теймар (корн. Tamer, англ. Tamar) — река в Великобритании. Протекает по юго-западу Англии. Длина реки — 81 км, площадь водосборного бассейна — 195 км². Впадает в пролив Ла-Манш. Среднегодовой расход воды — 22 м³/с.

## Топографические карты
- Лист карты M-30-А.